# Cerkiew Przemienienia Pańskiego w Baden-Baden

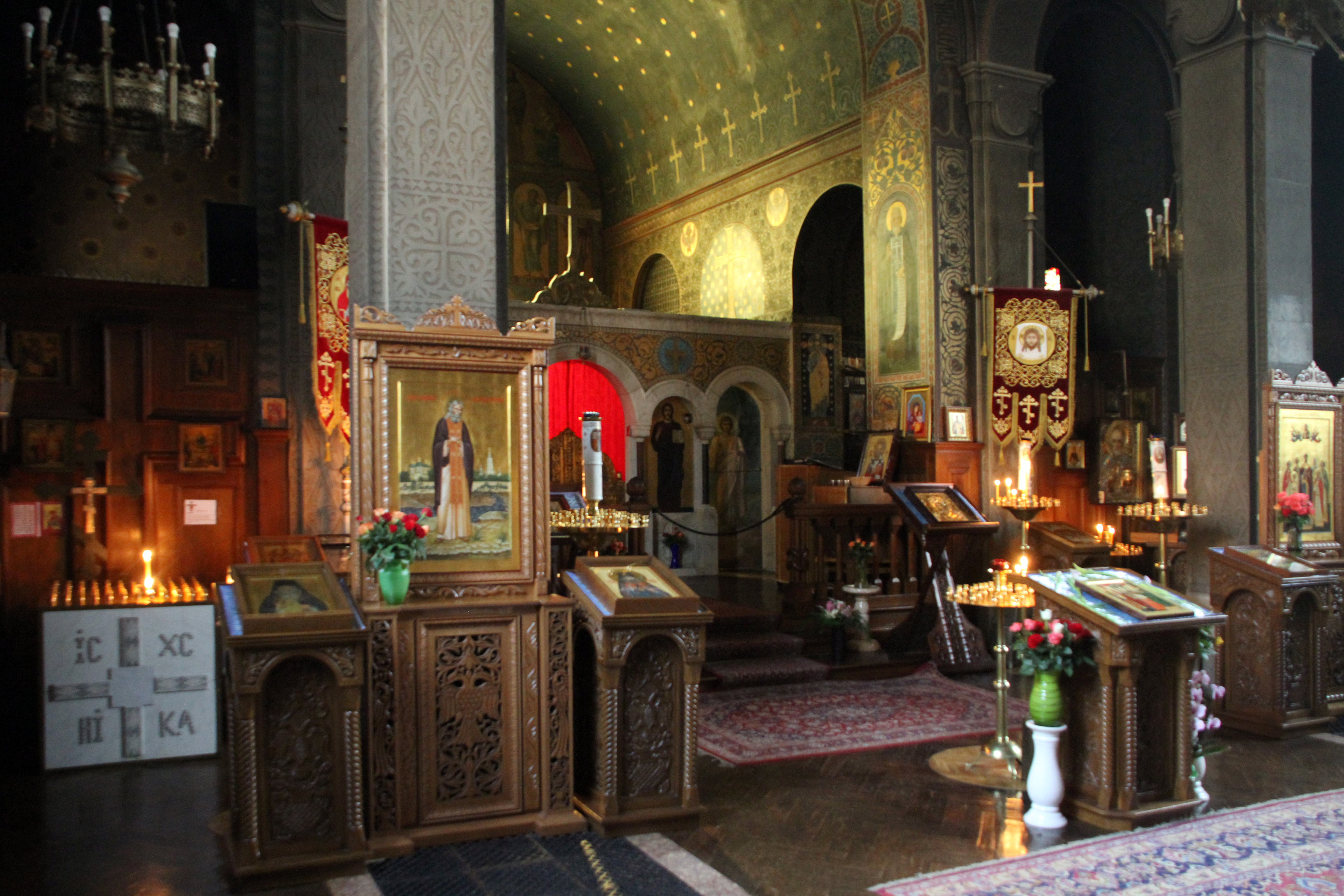
Wnętrze (2015)

Cerkiew Przemienienia Pańskiego – parafialna prawosławna cerkiew w Baden-Baden, wzniesiona w 1882.

## Historia
W Baden-Baden w XIX wieku powstała silna społeczność rosyjska, która od 1855 uczestniczyła w nabożeństwach prawosławnych odprawianych w prywatnych domach. W 1880 dzięki wsparciu księżnej Leuchtenbergu Marii Maksymilianowny (wnuczki cara Mikołaja I) i przekazaniu działki budowlanej przez władze miejskie była możliwa budowa wolnostojącej cerkwi. Jej projekt wykonał architekt petersburski Iwan Strom, utrzymując budynek w stylu staroruskim. Dekorację zewnętrzną budynku i mozaiki wykonał Grigorij Gagarin. 28 października 1882 miało miejsce uroczyste poświęcenie obiektu.
Cerkiew w Baden-Baden była przedmiotem sporu między Rosyjskim Kościołem Prawosławnym a Rosyjskim Kościołem Prawosławnym poza granicami Rosji, obecnie nadal jest administrowana przez ten drugi.

## Architektura
Cerkiew wzniesiona jest na planie kwadratu z wysuniętym przedsionkiem. Stylowo przypomina cerkwie budowane w XI–XIII wieku w okolicach Jarosławia i Rostowa. Nad wejściem do budynku, otoczonym portalem z dwiema kolumnami i motywem oślego grzbietu znajduje się ikona Przemienienia Pańskiego w ozdobnym obramowaniu. Powyżej poziomu dachu budynku położony jest rząd oślich grzbietów. Cerkiew wieńczy pojedyncza złocona cebulasta kopuła z krzyżem prawosławnym.